# Kościół ewangelicki w Miłosławiu
Kościół ewangelicki w Miłosławiu – zabytkowy dawny kościół ewangelicki w Miłosławiu, w powiecie wrzesińskim, w województwie wielkopolskim. Zlokalizowany jest przy ul. Zamkowej 21.

## Historia i architektura
Kościół został zbudowany w latach 1874-1875 dla zboru ewangelickiego. Jest to świątynia o jednej nawie, z oddzielonym trójbocznie zamkniętym prezbiterium. Nad kościołem dominuje wysoka, kwadratowa wieża, pokryta dachem namiotowym. Wewnątrz świątyni dookoła nawy mieści się drewniana empora, podparta przez kolumny. Budowla jest otoczona przez neogotycki mur z cegły, z metalowymi kratami.

## Stan obecny
Opuszczony po II wojnie światowej obiekt stał zamknięty i niszczał. Przez pewien okres użytkowany był na cele kulturalne przez gminę Miłosław. Jednak kościół poewangelicki wymagał remontu. W 2009 roku obiekt został oficjalnie przekazany przez gminę na 25 lat w użytkowanie powiatowi wrzesińskiemu, a w 2016 roku powiat wrzesiński przejął kościół od gminy Miłosław na własność w drodze darowizny. Obiektowi nadano nazwę Powiatowa Scena Kultury „Zamkowa”. Powiat wrzesiński prowadzi renowację zabytku oraz organizuje w nim wydarzenia kulturalne: m.in. koncerty Ireny Santor, Eleni, Alicji Majewskiej, Hanny Banaszak Zespołu Trebunie Tutki, wieczory literackie – spotkania z laureatami prestiżowej literackiej Nagrody Fundacji im. Kościelskich (m.in. z Maciejem Płazą i Szczepanem Twardochem), a także Wielkie Nocne Czytanie (z udziałem m.in. Jacka Dehnela, Mikołaja Łozińskiego, Olgi Tokarczuk, Andrzeja Dybczaka, Marcina Kurka, Andrzeja Franaszka, Józefa Barana, Tomasza Różyckiego, Olgi Stanisławskiej, Dawida Bieńkowskiego, Tomasza Jastruna, Ryszarda Krynickiego, Andrzeja Sosnowskiego czy Andrzeja Dybczaka, a także Andrzeja Seweryna). Z koncertami wystąpili tu m.in. Myslovitz, Domowe Melodie, Stare Dobre Małżeństwo, Janusz Radek I Stanisława Celińska.